# Mycetophila perita
Mycetophila perita är en tvåvingeart som beskrevs av Oskar Augustus Johannsen 1912. Mycetophila perita ingår i släktet Mycetophila och familjen svampmyggor. Inga underarter finns listade i Catalogue of Life.